# Port lotniczy Hengchun
Port lotniczy Hengchun (IATA: HCN, ICAO: RCKW) – port lotniczy położony w Hengchun na Tajwanie. Obsługuje wyłącznie połączenia krajowe.

## Linie lotnicze i połączenia
- Uni Air (Tajpej-Songshan)